# 77e cérémonie des Rubans d'argent
La 77e cérémonie des Rubans d'argent, organisée par le syndicat national des journalistes cinématographiques italiens, se déroule le 20 juin 2022.
Le film La Main de Dieu de Paolo Sorrentino remporte cinq récompenses dont celle du meilleur film, de la meilleure actrice et de la meilleure actrice dans un second rôle.

## Palmarès

### Meilleur film
- La Main de Dieu de Paolo Sorrentino
  - Ariaferma de Leonardo Di Costanzo
  - Freaks Out de Gabriele Mainetti
  - Nostalgia de Mario Martone
  - Qui rido io de Mario Martone

### Meilleur réalisateur
- Mario Martone pour Nostalgia
  - Leonardo Di Costanzo pour Ariaferma
  - Michelangelo Frammartino pour Il buco
  - Gabriele Mainetti pour Freaks Out
  - Mario Martone pour Qui rido io
  - Sergio Rubini pour I fratelli De Filippo
  - Paolo Sorrentino pour La Main de Dieu
  - Paolo Taviani pour Leonora addio

### Meilleur nouveau réalisateur
- Giulia Steigerwalt pour Settembre
  - Alessandro Celli pour Mondocane
  - Francesco Costabile pour Una femmina
  - Hleb Papou pour Il legionario
  - Laura Samani pour Piccolo corpo

### Meilleure comédie
- Come un gatto in tangenziale - Ritorno a Coccia di Morto de Riccardo Milani
  - Belli ciao de Gennaro Nunziante
  - Corro da te de Riccardo Milani
  - Giulia de Ciro De Caro
  - La cena perfetta de Davide Minnella
  - Settembre de Giulia Steigerwalt

### Meilleur producteur
- Lorenzo Mieli et Paolo Sorrentino pour La Main de Dieu

### Meilleur scénario original
- Damiano et Fabio D'Innocenzo pour America Latina

### Meilleur scénario adapté
- Mario Martone et Ippolita Di Majo pour Nostalgia et Qui rido io

### Meilleur acteur
- Pierfrancesco Favino pour Nostalgia
- Silvio Orlando pour Ariaferma et Il bambino nascosto
  - Andrea Carpenzano pour Calcinculo et Lovely Boy
  - Massimiliano Gallo pour Il silenzio grande
  - Elio Germano pour America Latina
  - Toni Servillo pour Ariaferma et Qui rido io

### Meilleure actrice
- Teresa Saponangelo pour La Main de Dieu
  - Claudia Gerini pour Mancino naturale
  - Aurora Giovinazzo pour Freaks Out
  - Miriam Leone pour Diabolik
  - Benedetta Porcaroli pour La scuola cattolica et L'ombra del giorno
  - Kasia Smutniak pour 3/19

### Meilleur acteur dans un second rôle
- Francesco Di Leva et Tommaso Ragno pour Nostalgia

### Meilleure actrice dans un second rôle
- Luisa Ranieri pour La Main de Dieu

### Meilleur acteur dans une comédie
- Francesco Scianna et Filippo Timi pour Il filo invisibile

### Meilleure actrice dans une comédie
- Miriam Leone pour Corro da te

### Meilleure photographie
- Daria D'Antonio pour La Main de Dieu
- Luca Bigazzi pour Ariaferma

### Meilleure scénographie
- Massimiliano Sturiale pour Freaks Out et Un dragon en forme de nuage (Il materiale emotivo)

### Meilleurs costumes
- Mary Montalto pour Freaks Out

### Meilleur montage
- Francesco Di Stefano pour Freaks Out

### Meilleur son
- Il buco

### Meilleure musique
- Nicola Piovani pour Leonora addio et I fratelli De Filippo

### Meilleure chanson originale
- La profondità degli abissi (musique, texte et interprétation de Manuel Agnelli) pour Diabolik

### Ruban d'argent spécial
- Laura Morante
- Jonas Carpignano